# دار الآداب للنشر والتوزيع
أنشئت دار الآداب عام 1956 بعد صدور مجلة الآداب عام 1953 وعملت على إنتاج مؤلَّفات مطوّلة وموثّقة تتناول مختلف ألوان الإنتاج الجاد في ميدان الدراسات والترجمات والروايات والدواوين الشعرية والمسرحيات، كل ذلك بتوجّه تنويري، الغايةُ منه الإسهامُ في خلق نهضة ثقافية كبيرة تكون مواصلة لما قدّمه العرب في القرون السابقة.

## مجلة الآداب
تصدر عن دار الآداب مجلة أدبية فكرية، هي مجلة «الآداب» التي رأس تحريرها لمدة 39 عاماً الدكتور سهيل إدريس، ويتولى منذ 1992 رئاسة تحريرها الدكتور سماح إدريس. وتمّ تكريمها مرات عديدة من قبل اتحاد الناشرين العرب (في عمان).

## أهم المنشورات
من أشهر ما نشرته الدار قاموس المنهل الفرنسي ـ العربي الذي حظي برواج كبير. وتستعد الدار لإطلاق معجمها المنهل العربي الكبير من تأليف الدكتور سهيل إدريس والدكتور سماح إدريس، بمشاركة العلامة د. صبحي الصالح، وسوف يكون أكبر وأشمل معجم عربي ـ عربي حديث وهو ما يحتاج إليه كل مثقف عربيّ اليوم وسوف يسدّ عند صدوره في ثلاثة أجزاء ضخمة (8000 صفحة) نقصاً كبيراً في الميدان المعجمي العربيّ الحديث.